# Maskinpark
Maskinpark kallas en uppsättning av maskiner avsedda för individuell användning inom exempelvis industri, markarbete eller jordbruk.
Kan även användas som benämning för utrustning inom till exempel elektronisk musik.
Apparatkluster är även lämpligt att använda.[källa behövs]